# Pégase-Klasse
Die Pégase-Klasse war eine Klasse von sechs 74-Kanonen-Linienschiffen der französischen Marine, die von 1782 bis 1816 in Dienst stand.

## Allgemeines
Die Klasse wurden von dem Schiffbauingenieur Antoine Groignard entworfen und zwischen 1781 und 1783 gebaut.

## Einheiten
| Name                        | Bauwerft             | Bestellung    | Kiellegung  | Stapellauf       | Indienststellung | Verbleib |
| --------------------------- | -------------------- | ------------- | ----------- | ---------------- | ---------------- | --- |
| Pégase                      | Arsenal de Brest     | Juni 1781     | Juni 1781   | 5. Oktober 1781  | Februar 1782     | Am 21. April 1783 durch die Royal Navy gekapert, als Pegase in Dienst; ab 1794 Hulk in Plymouth und 1815 abgebrochen |
| Dictateur Liberté (ab 1792) | Arsenal de Toulon    | 13. Juli 1781 | Juli 1781   | 16. Februar 1782 | August 1782      | Im Dezember 1793 (Belagerung von Toulon) durch Feuer schwerst beschädigt/gesunken, 1805 gehoben und 1808 abgebrochen |
| Suffisant                   | Arsenal de Toulon    | 13. Juli 1781 | Juli 1781   | 6. März 1782     | August 1782      | Im Dezember 1793 (Belagerung von Toulon) durch Feuer schwerst beschädigt/gesunken, 1805 gehoben und 1806 abgebrochen |
| Puissant                    | Arsenal de Lorient   | 13. Juli 1781 | August 1781 | 13. März 1782    | Juni 1782        | Im August 1793 (Belagerung von Toulon) durch die Royal Navy erbeutet, als Puissant in Dienst, im Juli 1816 verkauft |
| Alcide                      | Arsenal de Rochefort | 13. Juli 1781 | Juli 1781   | 25. Mai 1782     | Januar 1783      | Am 13. Juli 1795 (Schlacht bei den Hyerischen Inseln) durch die Royal Navy gekapert, am 18. Juli 1795 vor Fréjus durch Feur zerstört |
| Censeur                     | Arsenal de Rochefort | 13. Juli 1781 | August 1781 | 24. Juli 1782    | Oktober 1783     | Am 14. März 1795 (Seeschlacht von Genua) durch die Royal Navy gekapert, als Censeur in Dienst gestellt und am 7. Oktober 1795 durch französische Marine gekapert, als Révolution in Dienst gestellt; im Jahr 1799 an Spanien übergeben, aber auf Grund des schlechten Zustandes noch im selben Jahr in Cádiz abgebrochen |

## Technische Beschreibung
Die Klasse war als Batterieschiff mit zwei durchgehenden Geschützdecks konzipiert und hatte eine Länge von 55,22 Metern (Geschützdeck) bzw. 52,30 Metern (Kiel), eine Breite von 14,29 Metern und einen Tiefgang von 7,07 Metern bei einer Verdrängung von 1515/3000 Tonnen. Sie waren Rahsegler mit drei Masten (Fockmast, Großmast und Kreuzmast). Der Rumpf schloss im Heckbereich mit einem Heckspiegel, in den Galerien integriert waren, die in die seitlich angebrachten Seitengalerien mündeten.
Die Besatzung hatte im Frieden eine Stärke von 707 und im Krieg von 751 Mann (10 bis 17 Offiziere und 690 bzw. 734 Unteroffiziere bzw. Mannschaften). Die Bewaffnung der Klasse bestand bei Indienststellung aus 74 Kanonen.
|               | Unteres Batteriedeck | Oberes Batteriedeck | Backdeck      | Achterdeck     | Kanonen (Geschossgewicht) |
| ------------- | -------------------- | ------------------- | ------------- | -------------- | ------------------------- |
| Design        | 28 × 36-Pfünder      | 30 × 18-Pfünder     | 6 × 8-Pfünder | 10 × 8-Pfünder | 74 Kanonen (410,201 kg)   |
| 1783 (Pegase) | 28 × 32-Pfünder      | 28 × 18-Pfünder     | 4 × 9-Pfünder | 14 × 9-Pfünder | 74 Kanonen (354,1835 kg)  |